# Руджиноаса (Селаж)
Руджиноаса (рум. Ruginoasa) — село у повіті Селаж в Румунії. Входить до складу комуни Кузеплак.
Село розташоване на відстані 353 км на північний захід від Бухареста, 32 км на південний схід від Залеу, 30 км на північний захід від Клуж-Напоки.

## Населення
За даними перепису населення 2002 року у селі проживала 121 особа, усі — румуни. Усі жителі села рідною мовою назвали румунську.